# Vittorio Emanuele Brusca
Filippo Vittorio Emanuele Brusca (Catania, 22 maggio 1909 – ...) è stato un avvocato, saggista e dirigente sportivo italiano.

## Biografia
Laureato in legge ed in filosofia, svolse attività forense e fu prolifico autore di monografie inerenti al diritto civile e al penale, e di diverse pubblicazioni giuridiche. Insegnò filosofia ai licei, e fu docente universitario di diritto costituzionale, e di diritto penale militare all'Accademia Navale di Livorno.
Negli anni Venti e Trenta del XX secolo, fu esponente di rilievo del fascismo catanese; al periodo fascista risalgono le sue prime opere, quali Il principe della stirpe e della rinascenza imperiale di Roma nel secolo ventesimo: la figura e l'opera di Mussolini in faccia alla storia (1928), Storia e legislazione del fascismo (1935) e Lo Stato della rivoluzione fascista (1936). Tra il 1934 e il 1935, collaborò con il periodico mensile catanese Lo Stato Fascista. Nel 1936, la Casa del Fascio del capoluogo etneo lo designò presidente della Società Sportiva Catania, che al suo insediamento da massimo dirigente divenne Associazione Fascista Calcio Catania. Brusca ricoprì detto incarico per quattro stagioni, dal 1936-37 al 1939-40, in cui retrocesse dalla Serie B alla Serie C.
Nel dopoguerra, proseguì la sua attività di autore e di avvocato, e collaborò per Il Mondo Giudiziario, settimanale giuridico fondato a Roma nel 1946 dal fratello Augusto. Tra le sue pubblicazioni più rilevanti vi furono: Il codice stradale (1959), Le servitù (1961), Responsabilità civile da circolazione veicolistica (1964), Le servitù prediali (1965), L'ordinamento giudiziario italiano e le nuove circoscrizioni giudiziarie (1970).